# Gran Premio motociclistico del Giappone 2019
Il Gran Premio motociclistico del Giappone 2019 è stato la sedicesima prova su diciannove del motomondiale 2019, disputato il 20 ottobre sul Twin Ring Motegi. Le vittorie nelle tre classi sono andate rispettivamente a: Marc Márquez in MotoGP, Luca Marini in Moto2 e Lorenzo Dalla Porta in Moto3.

## MotoGP

### Arrivati al traguardo
| Pos. | Nº | Pilota            | Squadra                     | Motocicletta       | Giri | Tempo     | Griglia | Punti |
| ---- | -- | ----------------- | --------------------------- | ------------------ | ---- | --------- | ------- | ----- |
| 1º   | 93 | Marc Márquez      | Repsol Honda                | Honda RC213V       | 24   | 42'41.492 | 1º      | 25    |
| 2º   | 20 | Fabio Quartararo  | Petronas Yamaha SRT         | Yamaha YZR-M1      | 24   | +0,870    | 3º      | 20    |
| 3º   | 4  | Andrea Dovizioso  | Ducati Team                 | Ducati Desmosedici | 24   | +1,325    | 7º      | 16    |
| 4º   | 12 | Maverick Viñales  | Monster Energy Yamaha       | Yamaha YZR-M1      | 24   | +2,608    | 4º      | 13    |
| 5º   | 35 | Cal Crutchlow     | LCR Honda Castrol           | Honda RC213V       | 24   | +9,140    | 5º      | 11    |
| 6º   | 21 | Franco Morbidelli | Petronas Yamaha SRT         | Yamaha YZR-M1      | 24   | +9,187    | 2º      | 10    |
| 7º   | 42 | Álex Rins         | Suzuki Ecstar               | Suzuki GSX-RR      | 24   | +9,306    | 11º     | 9     |
| 8º   | 36 | Joan Mir          | Suzuki Ecstar               | Suzuki GSX-RR      | 24   | +10,695   | 12º     | 8     |
| 9º   | 9  | Danilo Petrucci   | Ducati Team                 | Ducati Desmosedici | 24   | +14,216   | 8º      | 7     |
| 10º  | 43 | Jack Miller       | Pramac Racing               | Ducati Desmosedici | 24   | +18,909   | 6º      | 6     |
| 11º  | 44 | Pol Espargaró     | Red Bull KTM Factory Racing | KTM RC16           | 24   | +25,554   | 15º     | 5     |
| 12º  | 88 | Miguel Oliveira   | Red Bull KTM Tech 3         | KTM RC16           | 24   | +27,870   | 16º     | 4     |
| 13º  | 63 | Francesco Bagnaia | Pramac Racing               | Ducati Desmosedici | 24   | +29,983   | 14º     | 3     |
| 14º  | 82 | Mika Kallio       | Red Bull KTM Factory Racing | KTM RC16           | 24   | +31,232   | 17º     | 2     |
| 15º  | 41 | Aleix Espargaró   | Aprilia Racing Team Gresini | Aprilia RS-GP      | 24   | +32,546   | 9º      | 1     |
| 16º  | 30 | Takaaki Nakagami  | LCR Honda Idemitsu          | Honda RC213V       | 24   | +37,482   | 13º     |       |
| 17º  | 99 | Jorge Lorenzo     | Repsol Honda                | Honda RC213V       | 24   | +40,410   | 19º     |       |
| 18º  | 17 | Karel Abraham     | Reale Avintia Racing        | Ducati Desmosedici | 24   | +43,458   | 18º     |       |
| 19º  | 55 | Hafizh Syahrin    | Red Bull KTM Tech 3         | KTM RC16           | 24   | +46,206   | 20º     |       |
| 20º  | 50 | Sylvain Guintoli  | Suzuki Ecstar               | Suzuki GSX-RR      | 24   | +50,235   | 21º     |       |

### Ritirati
| Nº | Pilota          | Squadra                     | Motocicletta  | Giri | Griglia |
| -- | --------------- | --------------------------- | ------------- | ---- | ------- |
| 46 | Valentino Rossi | Monster Energy Yamaha       | Yamaha YZR-M1 | 20   | 10º     |
| 29 | Andrea Iannone  | Aprilia Racing Team Gresini | Aprilia RS-GP | 7    | 22º     |

## Moto2

### Arrivati al traguardo
| Pos. | Nº | Pilota                | Squadra                      | Motocicletta | Giri | Tempo     | Griglia | Punti |
| ---- | -- | --------------------- | ---------------------------- | ------------ | ---- | --------- | ------- | ----- |
| 1º   | 10 | Luca Marini           | SKY Racing Team VR46         | Kalex        | 22   | 40'57.279 | 1º      | 25    |
| 2º   | 12 | Thomas Lüthi          | Dynavolt Intact GP           | Kalex        | 22   | +0,56     | 7º      | 20    |
| 3º   | 88 | Jorge Martín          | Red Bull KTM Ajo             | KTM          | 22   | +3,593    | 14º     | 16    |
| 4º   | 7  | Lorenzo Baldassarri   | Flexbox HP 40                | Kalex        | 22   | +3,999    | 3º      | 13    |
| 5º   | 9  | Jorge Navarro         | Beta Tools Speed Up          | Speed Up     | 22   | +5,236    | 5º      | 11    |
| 6º   | 73 | Álex Márquez          | EG 0,0 Marc VDS              | Kalex        | 22   | +7,345    | 4º      | 10    |
| 7º   | 33 | Enea Bastianini       | Italtrans Racing             | Kalex        | 22   | +8,115    | 12º     | 9     |
| 8º   | 40 | Augusto Fernández     | Flexbox HP 40                | Kalex        | 22   | +10,46    | 2º      | 8     |
| 9º   | 23 | Marcel Schrötter      | Dynavolt Intact GP           | Kalex        | 22   | +10,711   | 9º      | 7     |
| 10º  | 62 | Stefano Manzi         | MV Agusta Idealavoro Forward | MV Agusta F2 | 22   | +12,445   | 11º     | 6     |
| 11º  | 21 | Fabio Di Giannantonio | Beta Tools Speed Up          | Speed Up     | 22   | +12,572   | 21º     | 5     |
| 12º  | 41 | Brad Binder           | Red Bull KTM Ajo             | KTM          | 22   | +14,864   | 18º     | 4     |
| 13º  | 35 | Somkiat Chantra       | Idemitsu Honda Team Asia     | Kalex        | 22   | +15,008   | 6º      | 3     |
| 14º  | 77 | Dominique Aegerter    | MV Agusta Idealavoro Forward | MV Agusta F2 | 22   | +15,778   | 28º     | 2     |
| 15º  | 5  | Andrea Locatelli      | Italtrans Racing             | Kalex        | 22   | +23,595   | 19º     | 1     |
| 16º  | 64 | Bo Bendsneyder        | NTS RW Racing GP             | NTS          | 22   | +27,307   | 27º     |       |
| 17º  | 96 | Jake Dixon            | Gaviota Ángel Nieto Team     | KTM          | 22   | +30,304   | 32º     |       |
| 18º  | 16 | Joe Roberts           | American Racing KTM          | KTM          | 22   | +33,806   | 24º     |       |
| 19º  | 2  | Jesko Raffin          | NTS RW Racing GP             | NTS          | 22   | +36,962   | 22º     |       |
| 20º  | 65 | Philipp Öttl          | Red Bull KTM Tech 3          | KTM          | 22   | +43,682   | 29º     |       |
| 21º  | 20 | Dimas Ekky Pratama    | Idemitsu Honda Team Asia     | Kalex        | 22   | +45,143   | 25º     |       |
| 22º  | 47 | Adam Norrodin         | Petronas Sprinta Racing      | Kalex        | 22   | +59,459   | 31º     |       |
| 23º  | 18 | Xavier Cardelús       | Gaviota Ángel Nieto Team     | KTM          | 22   | +1'14.661 | 30º     |       |

### Ritirati
| Nº | Pilota            | Squadra              | Motocicletta | Giri | Griglia |
| -- | ----------------- | -------------------- | ------------ | ---- | ------- |
| 54 | Mattia Pasini     | Tasca Racing         | Kalex        | 17   | 23º     |
| 72 | Marco Bezzecchi   | Red Bull KTM Tech 3  | KTM          | 12   | 8º      |
| 87 | Remy Gardner      | Onexox TKKR SAG      | Kalex        | 8    | 10º     |
| 27 | Iker Lecuona      | American Racing KTM  | KTM          | 4    | 13º     |
| 97 | Xavi Vierge       | EG 0,0 Marc VDS      | Kalex        | 4    | 20º     |
| 22 | Sam Lowes         | Federal Oil Gresini  | Kalex        | 2    | 15º     |
| 11 | Nicolò Bulega     | SKY Racing Team VR46 | Kalex        | 1    | 17º     |
| 3  | Lukas Tulovic     | Kiefer Racing        | KTM          | 1    | 26º     |
| 45 | Tetsuta Nagashima | Onexox TKKR SAG      | Kalex        | 0    | 16º     |

## Moto3

### Arrivati al traguardo
| Pos. | Nº | Pilota              | Squadra                    | Motocicletta  | Giri | Tempo     | Griglia | Punti |
| ---- | -- | ------------------- | -------------------------- | ------------- | ---- | --------- | ------- | ----- |
| 1º   | 48 | Lorenzo Dalla Porta | Leopard Racing             | Honda NSF250R | 20   | 39'34.866 | 6º      | 25    |
| 2º   | 75 | Albert Arenas       | Gaviota Ángel Nieto Team   | KTM RC 250 GP | 20   | +0,094    | 13º     | 20    |
| 3º   | 13 | Celestino Vietti    | SKY Racing Team VR46       | KTM RC 250 GP | 20   | +0,198    | 9º      | 16    |
| 4º   | 24 | Tatsuki Suzuki      | SIC58 Squadra Corse        | Honda NSF250R | 20   | +0,289    | 3º      | 13    |
| 5º   | 11 | Sergio García       | Estrella Galicia 0,0       | Honda NSF250R | 20   | +0,437    | 5º      | 11    |
| 6º   | 17 | John McPhee         | Petronas Sprinta Racing    | Honda NSF250R | 20   | +3,648    | 11º     | 10    |
| 7º   | 5  | Jaume Masiá         | Mugen Race                 | KTM RC 250 GP | 20   | +7,225    | 19º     | 9     |
| 8º   | 42 | Marcos Ramírez      | Leopard Racing             | Honda NSF250R | 20   | +7,382    | 12º     | 8     |
| 9º   | 21 | Alonso López        | Estrella Galicia 0,0       | Honda NSF250R | 20   | +8,172    | 2º      | 7     |
| 10º  | 16 | Andrea Migno        | Mugen Race                 | KTM RC 250 GP | 20   | +12,054   | 15º     | 6     |
| 11º  | 76 | Makar Yurchenko     | BOE Skull Rider Mugen Race | KTM RC 250 GP | 20   | +12,296   | 4º      | 5     |
| 12º  | 23 | Niccolò Antonelli   | SIC58 Squadra Corse        | Honda NSF250R | 20   | +13,295   | 1º      | 4     |
| 13º  | 71 | Ayumu Sasaki        | Petronas Sprinta Racing    | Honda NSF250R | 20   | +13,308   | 17º     | 3     |
| 14º  | 79 | Ai Ogura            | Honda Team Asia            | Honda NSF250R | 20   | +13,333   | 18º     | 2     |
| 15º  | 6  | Ryusei Yamanaka     | Estrella Galicia 0,0       | Honda NSF250R | 20   | +13,362   | 20º     | 1     |
| 16º  | 82 | Stefano Nepa        | Reale Avintia Arizona 77   | KTM RC 250 GP | 20   | +13,38    | 21º     |       |
| 17º  | 27 | Kaito Toba          | Honda Team Asia            | Honda NSF250R | 20   | +13,487   | 16º     |       |
| 18º  | 61 | Can Öncü            | Red Bull KTM Ajo           | KTM RC 250 GP | 20   | +13,94    | 23º     |       |
| 19º  | 25 | Raúl Fernández      | Gaviota Ángel Nieto Team   | KTM RC 250 GP | 20   | +14,648   | 26º     |       |
| 20º  | 22 | Kazuki Masaki       | BOE Skull Rider Mugen Race | KTM RC 250 GP | 20   | +22,886   | 24º     |       |
| 21º  | 54 | Riccardo Rossi      | Kömmerling Gresini         | Honda NSF250R | 20   | +22,907   | 25º     |       |
| 22º  | 12 | Filip Salač         | Redox PrüstelGP            | KTM RC 250 GP | 20   | +23,416   | 30º     |       |
| 23º  | 7  | Dennis Foggia       | SKY Racing Team VR46       | KTM RC 250 GP | 20   | +32,728   | 29º     |       |
| 24º  | 69 | Tom Booth-Amos      | CIP Green Power            | KTM RC 250 GP | 16   | +4 giri   | 28º     |       |

### Ritirati
| Nº | Pilota          | Squadra                     | Motocicletta  | Giri | Griglia |
| -- | --------------- | --------------------------- | ------------- | ---- | ------- |
| 55 | Romano Fenati   | VNE Snipers                 | Honda NSF250R | 15   | 22º     |
| 44 | Arón Canet      | Sterilgarda Max Racing Team | KTM RC 250 GP | 14   | 8º      |
| 14 | Tony Arbolino   | VNE Snipers                 | Honda NSF250R | 9    | 27º     |
| 40 | Darryn Binder   | CIP Green Power             | KTM RC 250 GP | 7    | 14º     |
| 84 | Jakub Kornfeil  | Redox PrüstelGP             | KTM RC 250 GP | 0    | 7º      |
| 19 | Gabriel Rodrigo | Kömmerling Gresini          | Honda NSF250R | 0    | 10º     |